# Kiskőrös
Kiskőrös é uma cidade da Hungria, situada no condado de Bács-Kiskun. Tem 102,23 km² de área e sua população em 2019 foi estimada em 13.833 habitantes.